# Diecezja Mouila
Diecezja Mouila – diecezja rzymskokatolicka w Gabonie. Powstała w 1974.
- - Bp Mathieu Madega Lebouakehan (od 2013)
  - Bp Dominique Bonnet, C.S.Sp. (1996 – 2013)
  - Bp Cyriaque Siméon Obamba (1976– 1992)
  - Bp Raymond-Marie-Joseph de La Moureyre, C.S.Sp. (1959– 1976)